# Герб Медельпада
Герб Медельпада (швед. Medelpads vapen) — символ исторической провинции (ландскапа) Медельпад, Швеция. Также используется как элемент герба современного административно-территориального образования лена Вестерноррланд.

## История
Герб ландскапа известен из описания похорон короля Густава Вазы 1560 года.
Первоначально представлял в серебряном поле черного бобра. Из-за сходства этого герба с гербом Вермланда (с черной росомахой) его уже в 1570-х годах заменили волнистые полосы.

## Описание (блазон)
Щит пересечен волнисто 4 раза в лазоревое, серебряное, червленое, серебряное и лазоревое поля.

## Содержание
Серебряные волнистые полосы трактуют как реки Индальсэльвен и Юнган.
Герб ландскапа может увенчиваться герцогской короной.
- Герб ландскапа с герцогской короной